# Ulrich I van Neuchâtel
Ulrich I van Neuchâtel ook bekend als Ulrich van Fenis (circa 1015/1020 - circa 1070) was de eerst vermelde graaf van Fenis en Neuchâtel. Hij regeerde vanaf circa 1034.

## Levensloop
Ulrich werd vermeld als graaf van Fenis en resideerde in Erlach. Ook werd hij vermeld als eerste graaf van Neuchâtel. Dit graafschap was toen nog weinig bevolkt en de stad Neuchâtel was tijdens de oorlog tussen graaf Otto van Vermandois en keizer Koenraad II grotendeels afgebrand. Omdat Valangin nog niet bestond en de koningen van Bourgondië geen interesse hadden in het gebied, kon Ulrich zonder veel tegenstand vanaf 1036 Neuchâtel heropbouwen. 
Het is niet met zekerheid geweten hoe Ulrich in het bezit kwam van Neuchâtel. Hier zijn twee hypotheses over: volgens de eerste kreeg Ulrich als dank voor de inname van de stad Neuchâtel in 1034 van keizer Koenraad II het graafschap Neuchâtel toegewezen, volgens de tweede liet keizer Koenraad II na de inname van de stad Neuchâtel het gebied links liggen en werd het na enkele decennia toegewezen aan zijn zoon Mangold I.
Keizer Koenraad II kreeg met Ulrich een vazal die graaf Reinoud I van Bourgondië in bedwang kon houden. Op die manier kon een heropleving van de adelrevolte die na de opvolging van Rudolf III van Bourgondië was ontstaan vermeden worden. Met Ulrich kreeg keizer Koenraad II eveneens een bondgenoot tegen graaf Otto van Vermandois, die al in 1025 geprobeerd had om zijn invloed in Bassigny te vergroten door koning Rudolf III van Bourgondië aan te vallen.
In 1039 was hij net als een aantal hoge edelen van de regio aanwezig bij de kroning van Rooms-Duits koning Hendrik III. Nadat Hendrik III in 1046 keizer van het Heilige Roomse Rijk werd, bevestigde hij de donaties die Ulrich van keizer Koenraad II had gekregen. 

## Huwelijk en nakomelingen
Ulrich was gehuwd met een vrouw wier identiteit onbekend gebleven is. Ze kregen de volgende kinderen:
- Burchard (1040-1107), bisschop van Bazel
- Cuno (overleden in 1103), bisschop van Lausanne
- Mangold I (overleden rond 1100), graaf van Fenis en Neuchâtel